# Liste der Biografien/Fischer, J
Liste der Biografien |
Portal Biografien |
J Personensuche
# |
A |
B |
C |
D |
E |
F |
G |
H |
I |
J |
K |
L |
M |
N |
O |
P |
Q |
R |
S |
T |
U |
V |
W |
X |
Y |
Z |
?
 
Fa |
Fe |
Ff |
Fh |
Fi |
Fj |
Fk |
Fl |
Fm |
Fn |
Fo |
Fr |
Ft |
Fu |
Fy
 
Fia |
Fib |
Fic |
Fid |
Fie |
Fif |
Fig |
Fih |
Fii |
Fij |
Fik |
Fil |
Fim |
Fin |
Fio |
Fip |
Fiq |
Fir |
Fis |
Fit |
Fiu |
Fiv |
Fix |
Fiz
 
Fisa |
Fisb |
Fisc |
Fise |
Fish |
Fisi |
Fisk |
Fisl |
Fism |
Fiso |
Fisq |
Fiss |
Fist |
Fisu |
Fisz
 
Fisce |
Fisch |
Fiscu
 
Fischa |
Fischb |
Fischd |
Fische |
Fischg |
Fischh |
Fischi |
Fischl |
Fischm |
Fischn |
Fischo |
Fischt
 
Fisched |
Fischel |
Fischen |
Fischer |
Fischet
 
Fischer, A |
Fischer, B |
Fischer, C |
Fischer, D |
Fischer, E |
Fischer, F |
Fischer, G |
Fischer, H |
Fischer, I |
Fischer, J |
Fischer, K |
Fischer, L |
Fischer, M |
Fischer, N |
Fischer, O |
Fischer, P |
Fischer, R |
Fischer, S |
Fischer, T |
Fischer, U |
Fischer, V |
Fischer, W |
Fischer, X |
Fischer, Y |
Fischer, Z |
Fischera |
Fischerk |
Fischerm |
Fischern |
Fischero
Die Liste der Biografien führt alle Personen auf, die in der deutschsprachigen Wikipedia einen Artikel haben. Dieses ist eine Teilliste mit 133 Einträgen von Personen, deren Namen mit den Buchstaben „Fischer, J“ beginnt.

## Fischer, J

### Fischer, Ja
- Fischer, Jack (* 1974), US-amerikanischer Astronaut
- Fischer, Jacob (1849–1933), österreichischer Musikpädagoge und Komponist
- Fischer, Jacob (* 1967), dänischer Jazzmusiker (Gitarre)
- Fischer, Jakob (1743–1809), österreichischer Waffenschmied und Stahlwarenfabrikant
- Fischer, Jakob (1863–1943), deutscher Landwirt
- Fischer, Jakob (* 1955), russlanddeutscher Kulturmanager
- Fischer, Jan, deutscher Basketballfunktionär
- Fischer, Jan (* 1951), tschechischer Statistiker und Politiker
- Fischer, Jan (* 1981), deutscher Pornodarsteller, Model, Moderator und DJ
- Fischer, Jan (* 1983), deutsch-französischer Autor, Journalist und Essayist
- Fischer, Jan (* 1986), deutscher Ringer
- Fischer, Jan Frank (1921–2006), tschechischer Komponist, Musikwissenschaftler, Schriftsteller und Übersetzer
- Fischer, Jan Otakar (1923–1992), tschechischer Literaturwissenschaftler, Publizist und Übersetzer
- Fischer, Jana (* 1999), deutsche Snowboarderin
- Fischer, Jannik (* 1990), Schweizer Eishockeyspieler

### Fischer, Je
- Fischer, Jean (1867–1935), französischer RadrennfahrerJean Fischer (1867–1935)

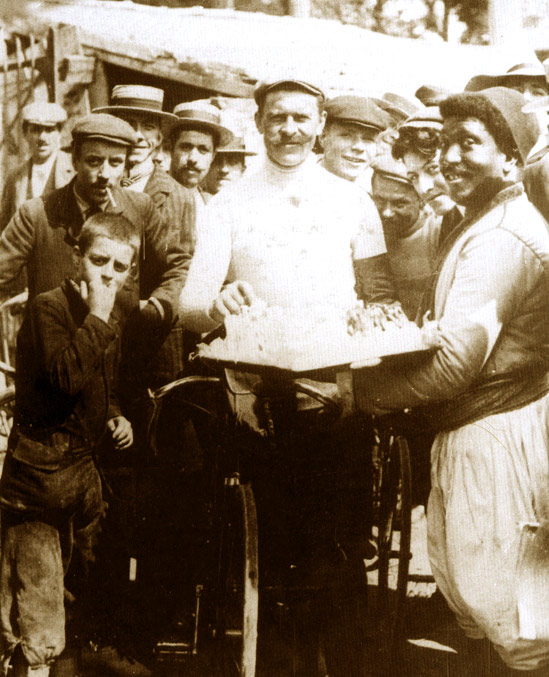
Jean Fischer (1867–1935)

- Fischer, Jeannette (* 1954), Schweizer Psychoanalytikerin
- Fischer, Jeannette (* 1959), Schweizer Opernsängerin
- Fischer, Jenna (* 1974), US-amerikanische Schauspielerin und RegisseurinJenna Fischer (* 1974)

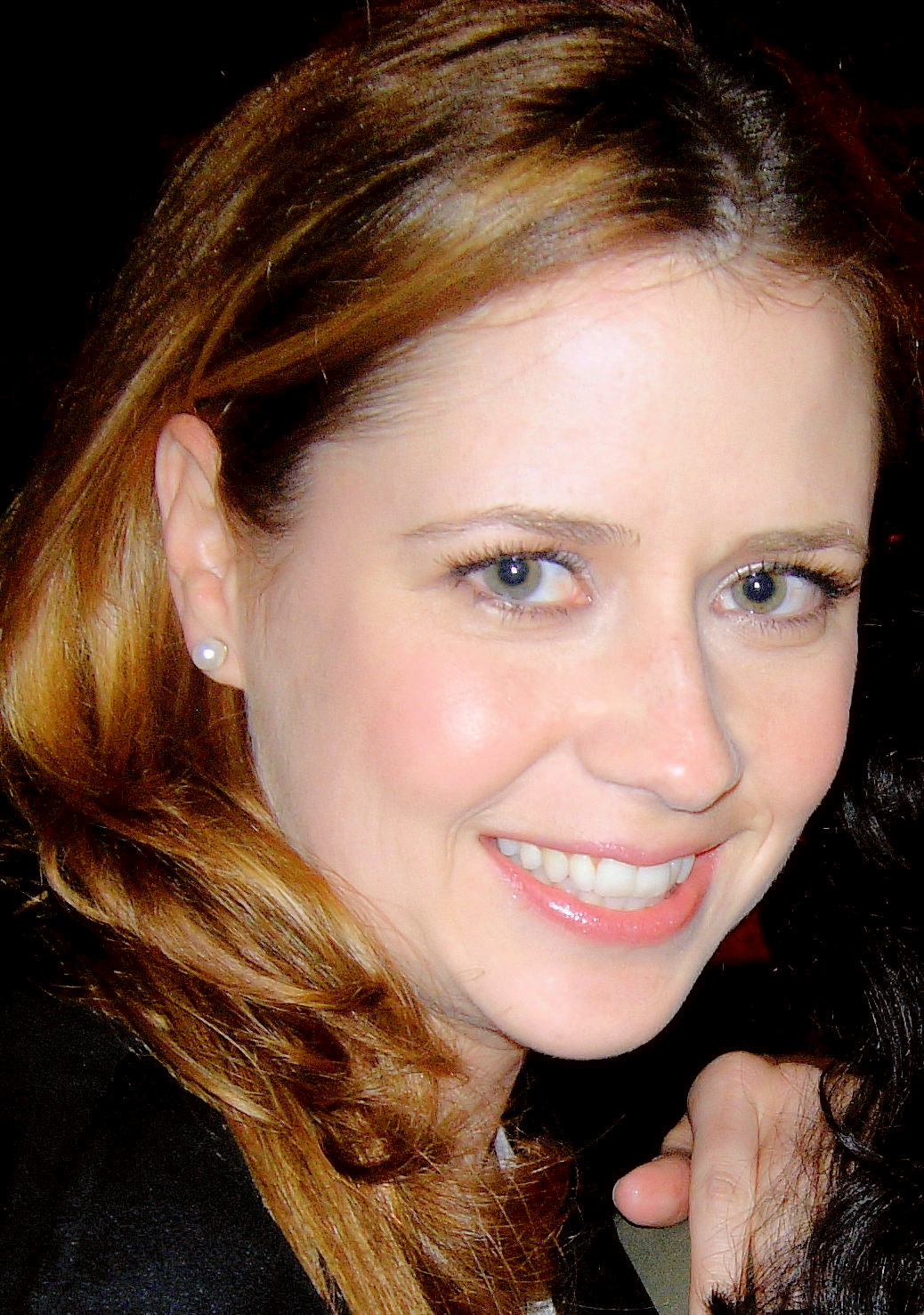
Jenna Fischer (* 1974)

- Fischer, Jenny (1843–1919), deutsche Schriftstellerin
- Fischer, Jenny (1862–1941), österreichische Sängerin
- Fischer, Jens, deutscher Gitarrist und Komponist
- Fischer, Jens (* 1946), schwedischer Kameramann
- Fischer, Jens (* 1966), deutscher Eishockeyspieler
- Fischer, Jens (* 1974), deutscher Koch
- Fischer, Jens Malte (* 1943), deutscher Kulturwissenschaftler
- Fischer, Jens-Peter (* 1966), deutscher Fußballspieler

### Fischer, Ji
- Fischer, Jiří (* 1980), tschechischer Eishockeyspieler und -funktionär

### Fischer, Jo
- Fischer, Joachim (* 1951), deutscher Soziologe
- Fischer, Joachim (* 1960), deutscher Künstler
- Fischer, Jochen (1932–2020), deutscher Kommunalpolitiker (CSU), Bürgermeister von Waldkraiburg
- Fischer, Jochen (* 1941), deutscher Fußballspieler
- Fischer, Jochen (* 1945), deutscher Maler, Zeichner und Fotograf
- Fischer, Johann († 1705), deutscher Theologe
- Fischer, Johann (* 1646), deutscher Komponist des Barock
- Fischer, Johann (1876–1954), österreichischer Politiker (CSP), Landtagsabgeordneter, Mitglied des Bundesrates
- Fischer, Johann (1895–1983), deutscher Politiker (SPD)
- Fischer, Johann (1919–2008), österreichischer Maler
- Fischer, Johann (1934–2012), deutscher Sammler
- Fischer, Johann Baptist († 1702), österreichischer Bildhauer
- Fischer, Johann Baptist (1803–1832), deutscher Arzt und Naturforscher
- Fischer, Johann Bernhard (1756–1813), deutscher Kameralist, Agrarwissenschaftler, Kalligraf, Lokalhistoriker und Autor
- Fischer, Johann Bernhard von (1685–1772), deutscher Arzt und Schriftsteller
- Fischer, Johann Carl (1760–1833), deutscher Mathematiker und Physiker
- Fischer, Johann Carl Christian (1752–1807), deutscher Komponist und Musiker
- Fischer, Johann Caspar Ferdinand (1656–1746), deutscher Komponist der Barockzeit
- Fischer, Johann Christian (1713–1762), französischer General deutscher Herkunft und Führer eines französischen Freikorps
- Fischer, Johann Christian († 1800), deutscher Komponist und Oboist
- Fischer, Johann Christoph († 1769), deutscher Komponist, Musikdirektor und Notenkopist
- Fischer, Johann Conrad (1721–1811), Schweizer Unternehmer
- Fischer, Johann Conrad (1773–1854), Schweizer Metallurg und Pionier der Gussstahlerzeugung
- Fischer, Johann Eberhard (1697–1771), deutscher Historiker und Sprachforscher
- Fischer, Johann Evangelist († 1790), katholischer Pfarrer in dem niederbayerischen Markt Gangkofen
- Fischer, Johann Friedrich (1726–1799), Philosoph, Philologe und Rektor der Thomasschule
- Fischer, Johann Georg (1673–1747), deutscher Baumeister des Barock
- Fischer, Johann Georg (1697–1780), deutscher Orgelbauer
- Fischer, Johann Georg (1769–1850), deutsch-österreichischer Orgelbauer
- Fischer, Johann Georg (1816–1897), deutscher Lyriker und Dramatiker
- Fischer, Johann Gustav (1819–1889), deutscher Herpetologe und Ichthyologe
- Fischer, Johann Heinrich (* 1735), deutscher Historien- und Porträtmaler
- Fischer, Johann Heinrich (1790–1861), Schweizer Gastwirt und Politiker
- Fischer, Johann Karl (1802–1865), deutscher Medailleur und Steinschneider
- Fischer, Johann Karl Christian (1765–1816), deutscher Pädagoge, Philologe und Schriftsteller
- Fischer, Johann Leonhard (1760–1833), deutscher Chirurg, Anatom und Hochschullehrer
- Fischer, Johann Ludwig Valerian (* 1693), kursächsischer Bergbeamter
- Fischer, Johann Martin (1740–1820), österreichischer Bildhauer

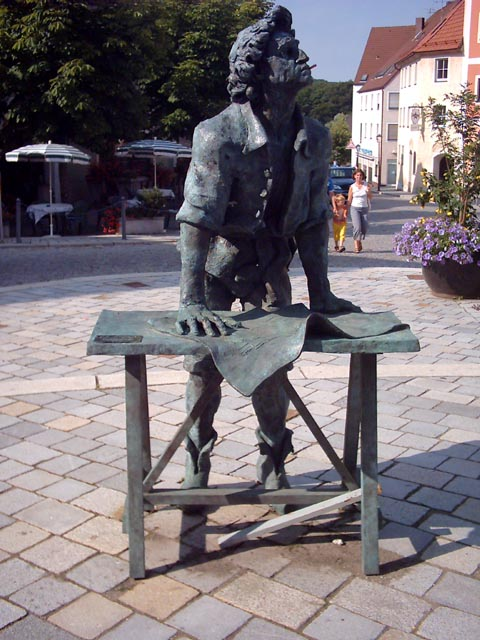
Johann Michael Fischer (1692–1766)

- Fischer, Johann Michael (1692–1766), deutscher BaumeisterJohann Michael Fischer (1692–1766)
- Fischer, Johann Michael (1717–1801), deutscher Bildhauer
- Fischer, Johann Nepomuck (1749–1805), deutscher Mathematiker und Astronom
- Fischer, Johann Rudolf (1772–1800), Schweizer evangelischer Geistlicher
- Fischer, Johann Valerian († 1716), deutscher Jurist und sächsischer Beamter
- Fischer, Johann Wilhelm (1779–1845), Baumwollfabrikant und Bankier
- Fischer, Johanna (1820–1888), österreichische Malerin des Wiener Biedermeiers
- Fischer, Johannes († 1510), Weihbischof in Naumburg
- Fischer, Johannes († 1643), deutscher Maler
- Fischer, Johannes (1590–1659), deutscher Pädagoge und Jurist
- Fischer, Johannes (1613–1683), Arzt
- Fischer, Johannes (1819–1912), deutscher Bürgermeister und Mitglied der Kurhessischen Ständeversammlung
- Fischer, Johannes (1880–1942), deutscher Politiker
- Fischer, Johannes (1881–1945), deutscher Psychiater, der an der Aktion T4 beteiligt war
- Fischer, Johannes (1933–2005), deutscher Kirchenmusiker und Komponist
- Fischer, Johannes (1936–2019), deutscher Pianist, Komponist und Chordirigent
- Fischer, Johannes (* 1947), deutscher evangelischer Theologe
- Fischer, Johannes (* 1963), deutscher Journalist, Autor, Übersetzer und Literaturwissenschaftler
- Fischer, Johannes (* 1977), deutscher Informatiker
- Fischer, Johannes (* 1981), deutscher Schlagzeuger und Komponist
- Fischer, Johannes Heinrich (1904–1993), deutscher Maler und Grafiker
- Fischer, Johannes M. (* 1960), deutscher Journalist, Autor und Herausgeber
- Fischer, John (1930–2016), amerikanischer Pianist, Komponist und Maler
- Fischer, John Martin (* 1952), US-amerikanischer Philosoph
- Fischer, Johnny (* 1930), österreichischer Bassist des Modern Jazz, Sänger und Musikproduzent
- Fischer, Jonathan (* 1997), deutscher Handballspieler
- Fischer, Jonathan (* 2001), dänischer Fußballtorwart
- Fischer, Jonny (* 1979), Schweizer Komiker
- Fischer, Jörg (* 1957), deutscher Heavy-Metal-Gitarrist
- Fischer, Jörg (* 1971), deutscher Jazz- und Improvisationsmusiker (Schlagzeug)
- Fischer, Jörg (* 1975), deutscher Erziehungswissenschaftler
- Fischer, Jörg Axel (* 1955), deutscher Fotograf
- Fischer, Jörg Werner (* 1969), deutscher Maschinenbauingenieur und ProfessorJörg Werner Fischer (* 1969)

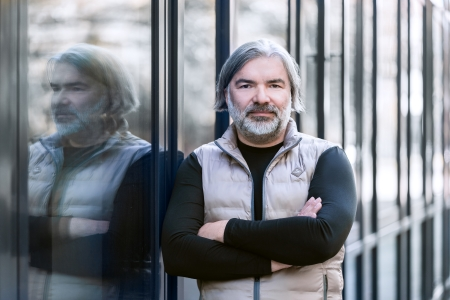
Jörg Werner Fischer (* 1969)

- Fischer, Joschka (* 1948), deutscher Politiker (Bündnis 90/Die Grünen), MdL, MdBJoschka Fischer (* 1948)

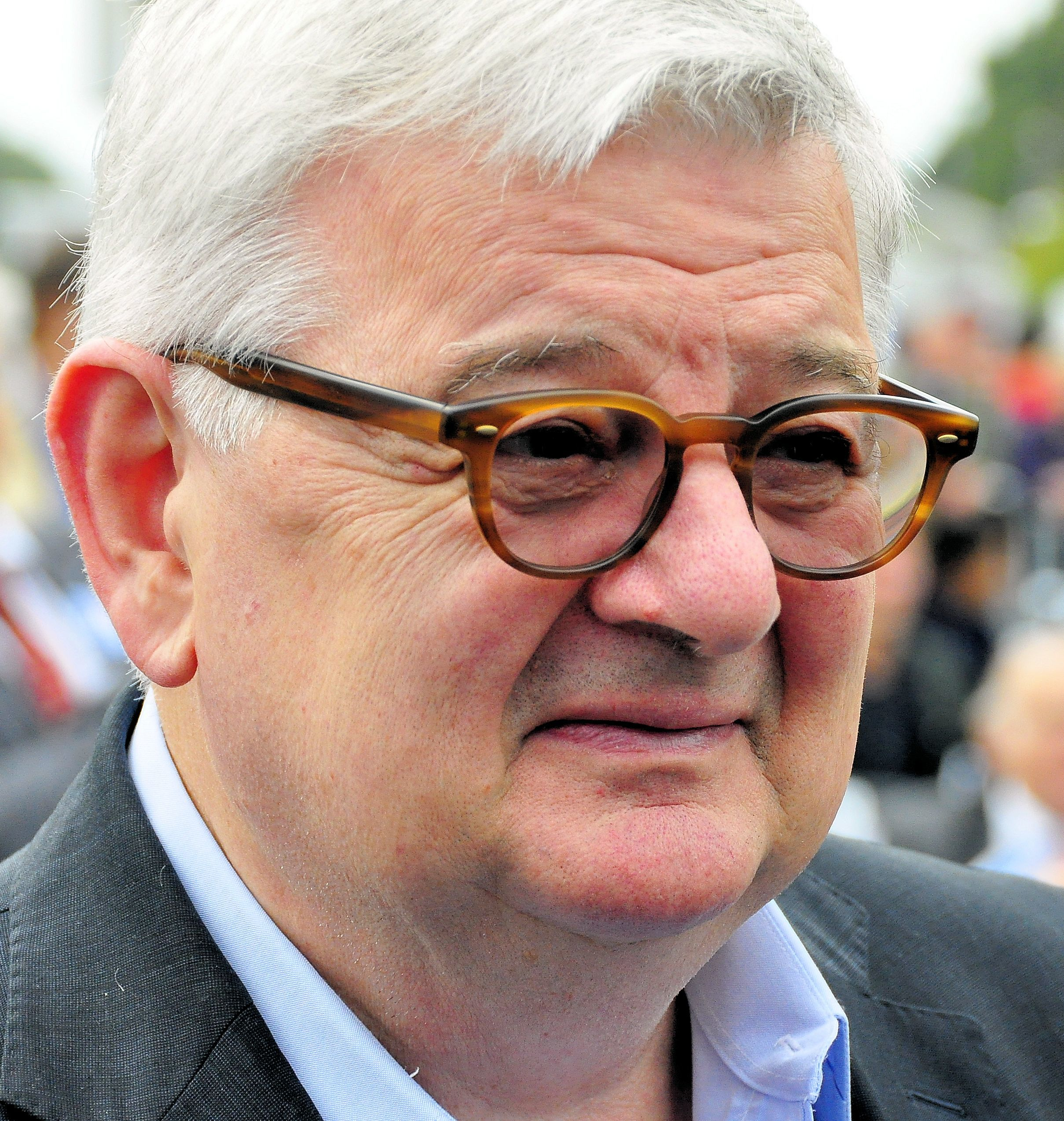
Joschka Fischer (* 1948)

- Fischer, Josef (1865–1953), deutscher Radrennfahrer
- Fischer, Josef (1867–1939), tschechoslowakischer Politiker deutscher Nationalität
- Fischer, Josef (* 1898), deutscher Verwaltungsjurist, Landrat sowie Richter am Bayerischen Verwaltungsgerichtshof
- Fischer, Josef (1903–1979), österreichischer Politiker (SDAP, SPÖ), Landtagsabgeordneter
- Fischer, Josef (1906–1976), deutscher Politiker (BVP, CSU), MdL Bayern
- Fischer, Josef (1912–1978), deutscher Manager der Montanindustrie
- Fischer, Josef (1924–2012), Schweizer Politiker (Republikaner) und Tierarzt
- Fischer, Josef (* 1976), österreichischer Althistoriker und Autor
- Fischer, Joseph (1704–1771), Stuckateur
- Fischer, Joseph (1780–1862), deutscher Opernsänger, Impresario und Komponist
- Fischer, Joseph (1858–1944), deutsch-österreichischer Historischer Geograph
- Fischer, Joseph A. (1911–1989), deutscher Geistlicher, römisch-katholischer Kirchenhistoriker
- Fischer, Joseph Anton (1814–1859), deutscher Kunstmaler

### Fischer, Ju
- Fischer, Judith P. (* 1963), österreichische Zeichnerin und Bildhauerin
- Fischer, Julia (* 1966), deutsche Biologin, Primaten- und Verhaltensforscherin, Autorin und Herausgeberin, Hochschullehrer (Göttingen)
- Fischer, Julia (* 1966), deutsche Schauspielerin, Moderatorin, Sprecherin, Schriftstellerin
- Fischer, Julia (* 1983), deutsche Geigerin und PianistinJulia Fischer (* 1983)

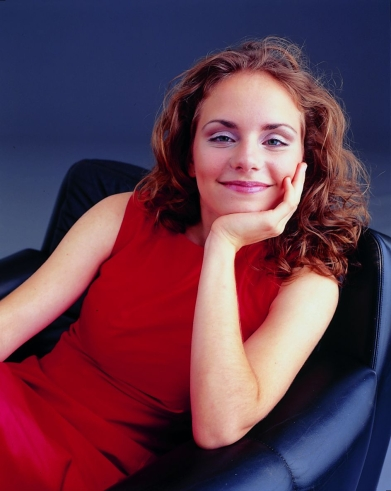
Julia Fischer (* 1983)

- Fischer, Julia (* 1984), deutsche Ärztin, Journalistin, Moderatorin und Autorin
- Fischer, Julian (* 1991), deutscher Jazzmusiker (Gitarrist, Komposition)
- Fischer, Julius (1856–1916), deutscher Bergbaukundler, Hochschullehrer und Akademiedirektor
- Fischer, Julius (1867–1923), Gründer des Apostelamtes Juda
- Fischer, Julius (1882–1943), österreichischer Politiker (SDAP), Landtagsabgeordneter
- Fischer, Julius (1889–1953), deutscher Politiker (SPD)
- Fischer, Julius (* 1984), deutscher Slam-Poet und Kabarettist
- Fischer, Jürgen (1923–1994), deutscher Wissenschaftsadministrator, Generalsekretär der Westdeutschen Rektorenkonferenz
- Fischer, Jürgen (* 1957), deutscher Fußballspieler und -trainer
- Fischer, Jürgen (* 1959), deutscher Psychologe
- Fischer, Jürgen (* 1972), deutscher Schauspieler und Musicaldarsteller
- Fischer, Jürgen LIT (1941–2005), deutscher Op-Art-, Computer-, Licht- und Installationskünstler
- Fischer, Justus (* 2003), deutscher Handballspieler
- Fischer, Jutta (* 1943), deutsche Tischtennisspielerin
- Fischer, Jutta (* 1952), deutsche Klassische Archäologin
- Fischer, Jutta (* 1953), deutsche Politikerin (SPD), Oberbürgermeisterin der Lutherstadt Eisleben